# هیو اسپرینگز (تگزاس)
هیو اسپرینگز، تگزاس(به انگلیسی: Hughes Springs, Texas) شهری در ایالت تگزاس از ایالات جنوبی ایالات متحده آمریکا است. در سرشماری سال ۲۰۰۰، جمعیت این شهر ۱۸۵۶ نفر اعلام شد.